# HD 58346
HD 58346，又名BD-22 1855，SAO 173656、HR 2826，是一颗恒星，视星等为6.19，位于銀經236.96，銀緯-3.46，其B1900.0坐标为赤經7h 20m 2.5s，赤緯-22° -3.46′ 3″。